# Лик Фриден
Лик Фриден (рођен 16. септембра 1963) је луксембуршки политичар и адвокат који је 25. премијер Луксембурга од новембра 2023. Члан Хришћанско-социјалне народне партије (CSV), он био је на бројним позицијама у влади Луксембурга између 1998. и 2013. године, посебно као министар за трезор и буџет током транзиције са франка на евро и као министар финансија током европске дужничке кризе. Фриден је био председник Луксембуршке привредне коморе и Eurochambers-а, пословне федерације Европских привредних и индустријских комора.
Почетком 2023. године изабран је за главног кандидата CSV-а за опште изборе у октобру. Он је своју странку одвео до победе, незнатно повећавши њен удео гласова и задржавши 21 место, док је актуелна друга Влада Бетела изгубила већину због опадања Зелених. Сходно томе, 9. октобра 2023, велики војвода Анри га је именовао да формира владу и наследио је Гзавјеа Бетела на месту премијера 17. новембра.

## Позадина и образовање
Фриден је завршио средњу школу у Athénée de Luxembourg и након тога стекао међународно универзитетско образовање у Француској, Великој Британији и САД. Дипломирао је пословно право на Универзитету Париз 1 Пантеон-Сорбона. Магистрирао је упоредно право на Квинс колеџу у Кембриџу и магистрирао права на Правном факултету Харварда.
Поред луксембуршког, течно говори енглески, немачки, француски и добро познаје холандски, матерњи језик његове супруге.

## Представнички дом (1994–1998)
Фриден је 1994. године изабран у Представнички дом Луксембурга за Демохришћане (CSV - EPP), поставши са тридесет година тада најмлађи члан Дома. Док је био у парламенту, председавао је Одбором за финансије као и Уставним одбором и био је водећа личност у процесу који је довео до успостављања уставног суда и независних управних судова у Луксембургу.

## Министар (1998–2013)
Године 1998. постао је, са тридесет четири године, министар правде у Влади коју је предводио премијер Жан-Клод Јункер. Такође је био министар трезора и буџета од 1998. до 2009. године, као министар одбране од 2004. до 2006. и министар финансија од 2009. до 2013. године.
У својству министра трезора и буџета, Фриден је био одговоран за успешно увођење евра као замене за луксембуршки франак. Током Луксембуршког председавања Саветом Европске уније 2005. године председавао је Европским саветом министара правде и унутрашњих послова. Као министар финансија представљао је своју земљу у Европском савету министара за економска и финансијска питања, као и у Еврогрупи и учествовао у стабилизацији еврозоне и обликовању Европске банкарске уније. Током 15 година, Фриден је био гувернер Светске банке и био је председавајући Одбора гувернера Међународног монетарног фонда и Групације Светске банке 2013. године.

## Каријера у приватном сектору (2014–2023)
Фриден се придружио Дојче банци као потпредседник у септембру 2014. Са седиштем у Лондону, саветовао је управни одбор и више руководство о стратешким аспектима у вези са међународним и европским пословима. Био је и председник надзорног одбора Дојче банке Луксембург. Напустио је Дојче банку почетком 2016.
Фриден је био партнер луксембуршке адвокатске фирме Elvinger Hoss Prusen од 2016. Између 2019. и 2023. био је и председник Луксембуршке привредне коморе. 2022. године преузео је и председавање Eurochambres-ом, пословном федерацијом Европских привредних и индустријских комора.

## Премијер (2023–тренутно)
Након повратка у политику 2023. године, Фриден је најавио да ће поднети оставку на све своје професионалне активности. Изабран је за главног кандидата Луксембуршке Хришћанско-социјалне народне странке (CSV) за предстојеће опште изборе у октобру.
Он је предводио демохришћане до победе на изборима, са 29,21 одсто гласова и 21 местом у Представничком дому. Пошто је друга Влада Бетела изгубила већину, Фридена је велики војвода Анри позвао да формира владу 9. октобра 2023. Он је водио коалиционе разговоре између CSV и Демократске партије (DP) и наследио Гзавијеа Бетела на месту премијера 17. новембра 2023.
Фриден је 22. новембра 2023. представио програм своје владе за парламентарни мандат у Представничком дому. Укидање бирократије, дигитализација и модернизација су три главна концепта која су се истакла током Фриденовог говора. Његови приоритети укључују масовно запошљавање полицајаца и развој видео надзора, усвајање пореске реформе и повећану улогу приватног сектора у здравству.
Фриденова прва спољна посета била је Олафу Шолцу у Берлину 8. јануара 2024, усред насилних протеста немачких фармера. 16. јануара 2024. новински магазин Политико објавио је чланак у којем је Фриден изјавио да намерава да изгради боље односе са Виктором Орбаном и посети га, упркос његовом противљењу подршци ЕУ Украјини. Ово је довело до критике, а Фриден је изјавио да је погрешно цитиран. ´
Фриден је 26. фебруара 2024. отпутовао у Париз, где је Емануел Макрон одржавао хитан самит о ситуацији у Украјини, пошто су претрпели губитак Авдијевке. Чешки премијер Петр Фијала предложио је набавку 500.000 метака артиљеријске муниције за снаге Володимира Зеленског.
Дана 21. марта 2024. на Самиту о нуклеарној енергији 2024. у Бриселу, Фриден је прогласио отвореност за нуклеарну енергију, прекршивши углавном национални пристанак. Луксембург није хтео да гради нуклеарни реактор и и даље је лобирао код суседних земаља да затворе своје реакторе у близини Великог Војводства, али није диктирао другим земљама како да пређу са фосилних горива. Фриден је истакао да је истраживање нових нуклеарних технологија важно по његовом мишљењу. Овај став је наишао на налет критика унутар Луксембурга, од еколошких невладиних организација до скоро свих странака. Констатовано је да је Серж Вилмес, министар животне средине и такође члан Фриденовог CSV-а, истог дана потврдио антинуклеарни став Луксембурга. У Комисији за заштиту животне средине, Фриден је објаснио свој став 27. марта 2024. године, што је широко посматрано као у бацапелализацији из његових изјава у Бриселу и критикован као некоординирано и произвољно.

## Критике
Луксембуршка група за заштиту инвеститора ПротИнвест је 2013. године послала писмо европском комесару за унутрашње тржиште Мишелу Барнијеу, у којем је критиковала Фриденову одлуку да именује своју вишу саветницу Сару Кабирпур у одбор ЦССФ-а, финансијског регулатора у земљи.
Током предизборне кампање за опште изборе у октобру 2023., политичар ЛСАП Макс Ленерс објавио је 80 страница дуг памфлет о Фриденсовској политичкој прошлости, критикујући депортације малолетника под његовом влашћу као министра правде, његове ставове о законима о раду, радном времену и пензијама као као и његове импликације у пореским одлукама откривеним открићима Луклеакса.

## Приватни живот
Фриден се 1992. године оженио адвокатицом Холандије Марјолијне Дрооглевер-Фортуин, коју је упознао док је студирао на Кембриџу. Имају двоје деце.